# Три Доктора
Три Доктора (англ. The Three Doctors) — первая серия десятого сезона британского научно-фантастического телесериала «Доктор Кто», состоящая из четырёх эпизодов, которые были показаны в период с 30 декабря 1972 по 20 января 1973 года.
Впервые за десятилетнюю историю сериала в этой истории были собраны все существующие на тот момент инкарнации Доктора. Однако активное участие в действии принимали только Второй и Третий Доктор; исполнявший роль Первого Доктора Уильям Хартнелл, к тому времени уже серьёзно больной, лишь несколько раз появляется на сканере ТАРДИС (эти сцены, снятые заранее, стали последними в его актёрской карьере).

## Сюжет
На Землю с сверхсветовой скоростью послан сигнал, несущий в себе необычный сгусток энергии, который, похоже, намеревается схватить Доктора. В то же время родная планета повелителей времени находится в осаде: вся энергия уходит через чёрную дыру. В отчаянии они нарушают свой же Первый Закон Времени и позволяют Доктору помочь самому себе, призвав две его предыдущие инкарнации из прошлого. Но Второй и Третий никак не могут сработаться и постоянно препираются, так что они просят Первого призвать их к порядку.
К сожалению, Первый Доктор попадает в вихрь времени и может только общаться через коммуникатор, но Второй всё равно присоединяется к Третьему в исследовании происхождения существа и чёрной дыры, а тем временем штаб-квартира ЮНИТ подвергается атаке гелеобразных инопланетян.
Первый догадывается, что чёрная дыра — мост между вселенными, и остальные решают позволить существу поглотить ТАРДИС — таким образом во вселенной антиматерии, созданной повелителем времени Омегой, оказываются они оба, доктор Тайлер, Джо Грант, сержант Бентон и бригадир Летбридж-Стюарт. Омега был специалистом по солнечной энергии, который создал сверхновую, питающую всю цивилизацию повелителей времени, и считался погибшим при её взрыве. Но на самом деле он был перенесён во вселенную антиматерии, где его воля и мысли воплощались из бесформенной материи. Оказавшись в заключении, он, поняв, что только его воля держит этот мир, начал сходить с ума и поклялся отомстить повелителям времени, которые оставили его. Следуя плану мести, он призвал Докторов, чтобы переложить на них удержание формы вселенной, а самому тем временем уйти. Но оказывается, что физическое тело Омеги из-за коррозийных эффектов чёрной дыры было уничтожено, и он застрял здесь навечно. Тогда он решает, что Доктора разделят его изгнание.
Второй и Третий предлагают Омеге свободу, если он отпустит остальных домой. Омега соглашается, и после отправки Доктора вручают ему генератор силового поля с флейтой Второго внутри, которая при транспортировке не превратилась в антиматерию. В ярости Омега пинает генератор, и флейта выпадает из силового поля, контактируя с антиматерией и аннигилируя всё. Доктора улетают на ТАРДИС в родную вселенную, и Третий говорит, что смерть — единственная возможная свобода для Омеги.
Энергия повелителей времени восстановлена, и они отсылают Первого и Второго в их временные линии, а Третьему в качестве награды вручают новый дематериализационный контур для ТАРДИС и восстанавливают его знания о путешествиях в пространстве и времени.

## Трансляции и отзывы
| Эпизод            | Дата показа     | Продолжительность | Телезрители (в миллионах) | Archive                 |
| ----------------- | --------------- | ----------------- | ------------------------- | ----------------------- |
| «Эпизод 1»        | 30 декабря 1972 | 24:39             | 9,6                       | PAL 2" colour videotape |
| «Эпизод 2»        | 6 января 1973   | 24:18             | 10,8                      | PAL 2" colour videotape |
| «Эпизод 3»        | 13 января 1973  | 24:22             | 8,8                       | PAL 2" colour videotape |
| «Эпизод 4»        | 20 января 1973  | 25:07             | 11,9                      | PAL 2" colour videotape |
| [ 1 ] [ 2 ] [ 3 ] |                 |                   |                           |                         |